# Kathleen Vereecken

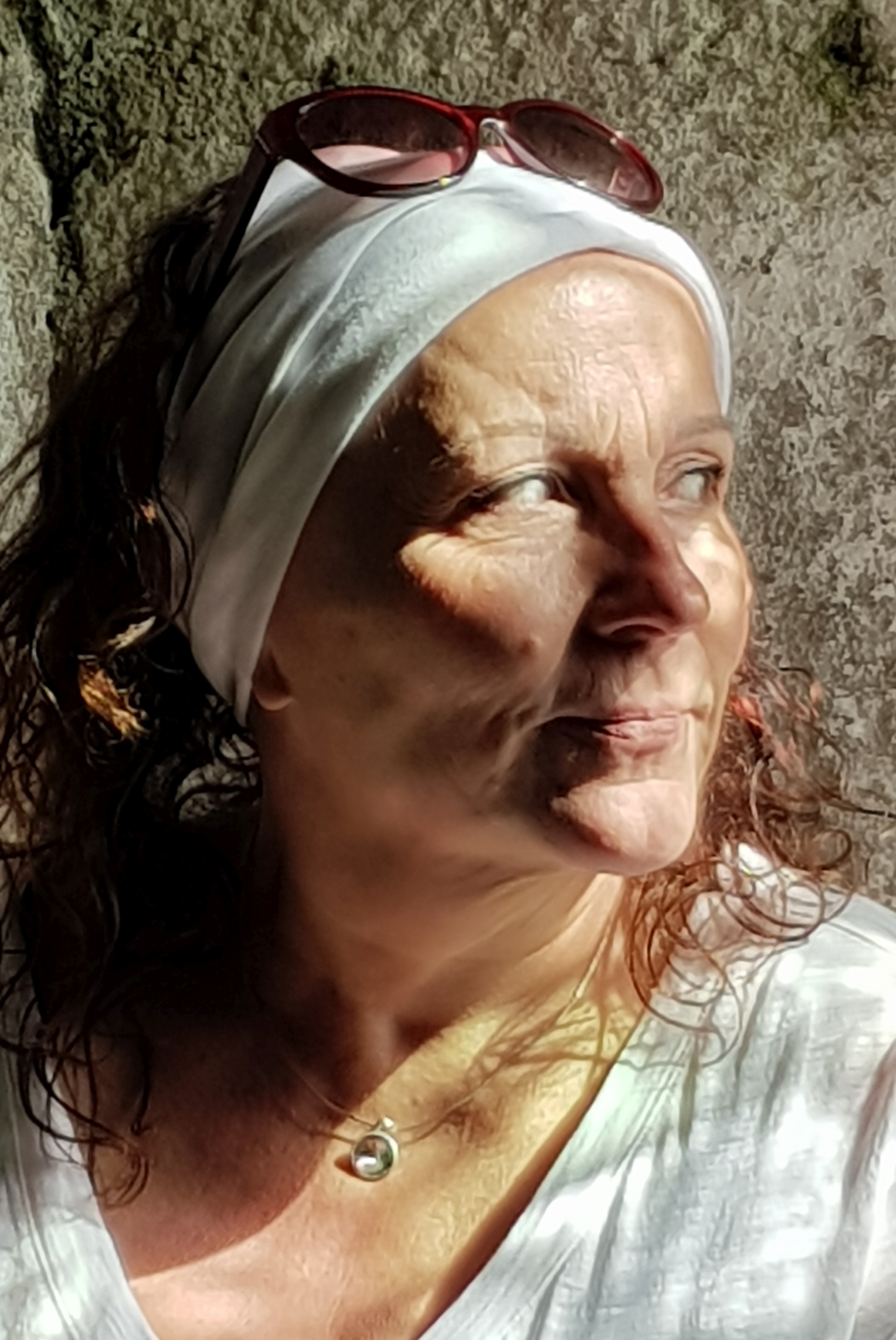
Kathleen Vereecken

Kathleen Vereecken (* 14. Dezember 1962 in Gent) ist eine belgische Schriftstellerin. Ihr Buch Alles wird gut, immer wurde 2019 mit dem Boekenleeuw und dem Woutertje Pieterse Prijs ausgezeichnet, war 2021 für den Thea Beckmanprijs nominiert und erhielt 2022 den Gustav-Heinemann-Friedenspreis für Kinder- und Jugendbücher.

## Leben
Vereecken arbeitete als freiberufliche Journalistin für verschiedenen Frauenmagazine und den Standaard.

## Literarisches Werk
Bis Mai 2021 schrieb Vereecken 20 Romane, Kinder- und Jugendliteratur und Sachbücher, die neben dem Deutschen auch ins Englische, Chinesische, Koreanische, Französische und Lettische übersetzt wurden. In deutscher Übersetzung sind bislang vier ihrer Bücher erschienen. In Lara und Rebecca (2008) steht die Geschichte einer Freundschaft zweier Mädchen zur Zeit der Sklaverei und des Bürgerkriegs in Amerika im Zentrum. In Eine größere Welt (2012) wird von der Suche eines Waisenkinds nach seinen Eltern im Frankreich des 18. Jahrhunderts erzählt. Ich bin Jan und stinknormal (2016) ist die Geschichte eines Jungen, der etwas Besonderes sein möchte und endlich ins Guinnessbuch der Rekorde kommen will. Im Zentrum von Alles wird gut, immer steht wiederum die Geschichte einer Familie zur Zeit des Ersten Weltkrieges in Belgien.

## Auszeichnungen und Nominierungen
- 2010: Boekenleeuw für Eine größere Welt
- 2011: De Kleine Cervantes für Eine größere Welt
- 2012: Die besten 7 Bücher für Junge Leser (Oktober) für Eine größere Welt[6]
- 2019: Boekenleeuw für Alles wird gut, immer
- 2019: Woutertje Pieterse Prijs für Alles wird gut, immer[7]
- 2021: Nominierung für den Thea Beckmanprijs für Alles wird gut, immer
- 2021: Die besten 7 Bücher für Junge Leser (März) für Alles wird gut, immer[8]
- 2022: Gustav-Heinemann-Friedenspreis für Kinder- und Jugendbücher für Alles wird gut, immer[9]

## Werke

### Ins Deutsche übersetzt
- Lara & Rebecca: in de schaduw van het gele huis, Querido, Amsterdam 2006, ISBN 978-90-451-0385-3.
  - Lara & Rebecca: Am anderen Ufer des Mississippi, übersetzt aus dem Niederländischen von Andrea Kluitmann, Dressler, Hamburg 2008, ISBN 978-3-7915-2104-6.
- Ik denk dat het liefde was, Lannoo, Tielt 2009, ISBN 978-90-209-8413-2.
  - Eine größere Welt, übersetzt aus dem Niederländischen von Meike Blatnik, Bloomsbury, Berlin 2012, ISBN 978-3-8270-5457-9.
- Ik heet Jan en ik ben niets bijzonders, mit Illustrationen von Eva Mouton, Lannoo, Tielt 2014, ISBN 978-94-014-2179-9.
  - Ich bin Jan und stinknormal, übersetzt aus dem Niederländischen von Meike Blatnik, Gerstenberg Verlag, Hildesheim 2016, ISBN 978-3-8369-5873-8.
- Alles komt goed, altijd, mit Illustrationen von Charlotte Peys, Lannoo, Tielt 2018, ISBN 978-94-014-5528-2.
  - Alles wird gut, immer, mit Illustrationen von Julie Völk, übersetzt aus dem Niederländischen von Meike Blatnik, Gerstenberg Verlag, Hildesheim 2021, ISBN 978-3-8369-6061-8.

### Nicht ins Deutsche übersetzt
- Het raadsel in het fluisterbos, 1993
- Gewoon vrienden, 1994
- Morgen word ik heks, 1995
- Alle kleuren grijs, 1997
- Kleine Cecilia, 1999
- Wreed schoon, 2001
- Kunnen heksen heksen?, 2002
- Kippenvel op je huid en vlinders in je buik, 2006
- Het broeikaseffect, 2007
- Minnaressen, 2008
- Obama - De weg naar verandering, 2009
- Schaduwmoeder - Je kind afstaan voor adoptie, 2011
- Zijdeman, 2013
- Haar, 2016